# 2012 (Kurzfilm)
2012 ist ein Kurzspielfilm von Marcus Overbeck. Der Film hatte am 28. Januar 2009 seine Premiere auf dem Filmfestival Max Ophüls Preis und ist außerdem die Abschlussarbeit von Regisseur Marcus Overbeck an der Kunsthochschule für Medien in Köln.

## Handlung
Mit Hilfe eines RFID-Implantats im Unterarm ist das Leben jedes Menschen gläsern geworden. Alle gesellschaftlichen Bereiche werden von dem Großkonzern AETAS kontrolliert.
Der Mittdreißiger Gabriel ist ein untergeordnetes Mitglied von AETAS. Durch den Selbstmord seiner Großmutter Ruth gerät er in die erbarmungslosen Mühlen eines überwachungsstaatsähnlichen Systems. Der Arzt Dr. Braun ordnet eine Überweisung von Gabriel in das Wissenschaftszentrum an. Dort wird eine neurologische Untersuchung an ihm vorgenommen. Dabei beginnen die Grenzen zwischen Gabriels Wahrnehmung und der möglicherweise inszenierten Realität in einem packenden Verwirrspiel zu verschwimmen. Schließlich schafft es Gabriel, seinen Peinigern im Wissenschaftszentrum zu entkommen.

## Kritiken
„Inhaltlich und optisch erinnert „2012“ zunächst an große Vorbilder wie „THX 1138“, „1984“, „Equilibrium“, „Aeon Flux“ oder „Die Insel“. Overbeck schafft es jedoch, seinem Werk mit einer gewaltigen Bildsprache, rasanten Schnitten, gelungenen Spezialeffekten und digitalen Animationen eine eigene Tiefe zu verleihen. Nicht zu vergessen sind die tollen Darsteller, darunter bekannte Akteure wie etwa Dieter Moor („Bloch“, „Alles außer Sex“) und Udo Thies („Gute Zeiten, schlechte Zeiten“).“

„„2012“ von Marcus Overbeck führt in eine kühle Zukunft, in der „abweichende Verhaltensmuster“ mit „psychologischen Verhaltensmustern“ bekämpft werden. Ein sehenswerter, visuell durchdachter Film im Cinemascope-Format, mit aufwändigem Klangdesign und einem Ende, das ich mir im Laufe des Festivals erklären lassen muss.“

## Auszeichnungen
- 2009: Nominierung in der Kategorie Preis für mittellange Filme auf dem Filmfestival Max Ophüls Preis
- 2009: Gewinner des Westfälischen Filmpreises auf dem Kinofest Lünen für 2012[3]

## Wissenswertes
- 2012 erschien im selben Jahr wie der gleichnamige Spielfilm von Roland Emmerich, wurde aber schon vor dessen Kinostart veröffentlicht.